# Svicikareve, Kobeleakî
Svicikareve (în ucraineană Свічкареве) este un sat în comuna Markivka din raionul Kobeleakî, regiunea Poltava, Ucraina.

## Demografie
Componența lingvistică a localității Svicikareve
     Ucraineană (96,41%)
     Rusă (2,1%)
     Belarusă (1,35%)
Conform recensământului din 2001, majoritatea populației localității Svicikareve era vorbitoare de ucraineană (96,41%), existând în minoritate și vorbitori de rusă (2,1%) și belarusă (1,35%).